# Sylvinite

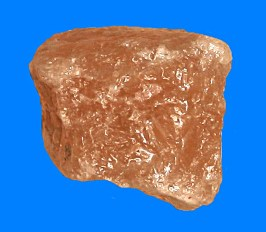
Sylvinite.

La sylvinite est un corps minéral et une roche évaporitique marine, employée comme minerai de potasse. Ce minéral cubique est un mélange intime et solide  de sylvine (chlorure de potassium KClsolide cristal ou sel amer) et de halite (chlorure de sodium NaClsolide cristal, ou sel de cuisine), à proportion variable. Il s'agit d'une conséquence de l'isomorphisme entre halite et sylvine.   

## Origine évaporitique et marine
Le minéral provient d'une évaporation de saumures marines. Il est souvent présent dans des couches rocheuses, massives, mais souvent peu puissantes (quelques mètres d'épaisseur en moyenne). Le dépôt de sel marin, puis de sel amer est le résultat d'une transgression marine éphémère, suivie d'une évaporation intense des saumures naturelles piégées dans les terres. Le tassement et le réchauffement en milieu fortement humide des couches salines provoquent ensuite la création d'une solution solide, la sylvinite, environnée plus souvent de sel gemme que de sylvine.   
La sylvinite est une roche évaporitique marine, essentiellement en dépôt par couches.   

## Exploitation pour l'industrie de la potasse (engrais)
Son exploitation a été massive au XXe siècle dans le nord de Mulhouse par les MDPA dans une zone qui fut ainsi dénommée le Bassin potassique. Le monde agricole a d'ailleurs communément nommé sylvinite les engrais potassiques K, à base de chlorure de potassium.
Au Canada, la plupart des mines en exploitation, notamment en Saskatchewan extraient, outre de la sylvine, de la sylvinite contenant environ 31 % de  KCl et 66 % de NaCl, le solde étant constitué d'argiles insolubles, d'anhydrite et dans certains endroits de carnallite.

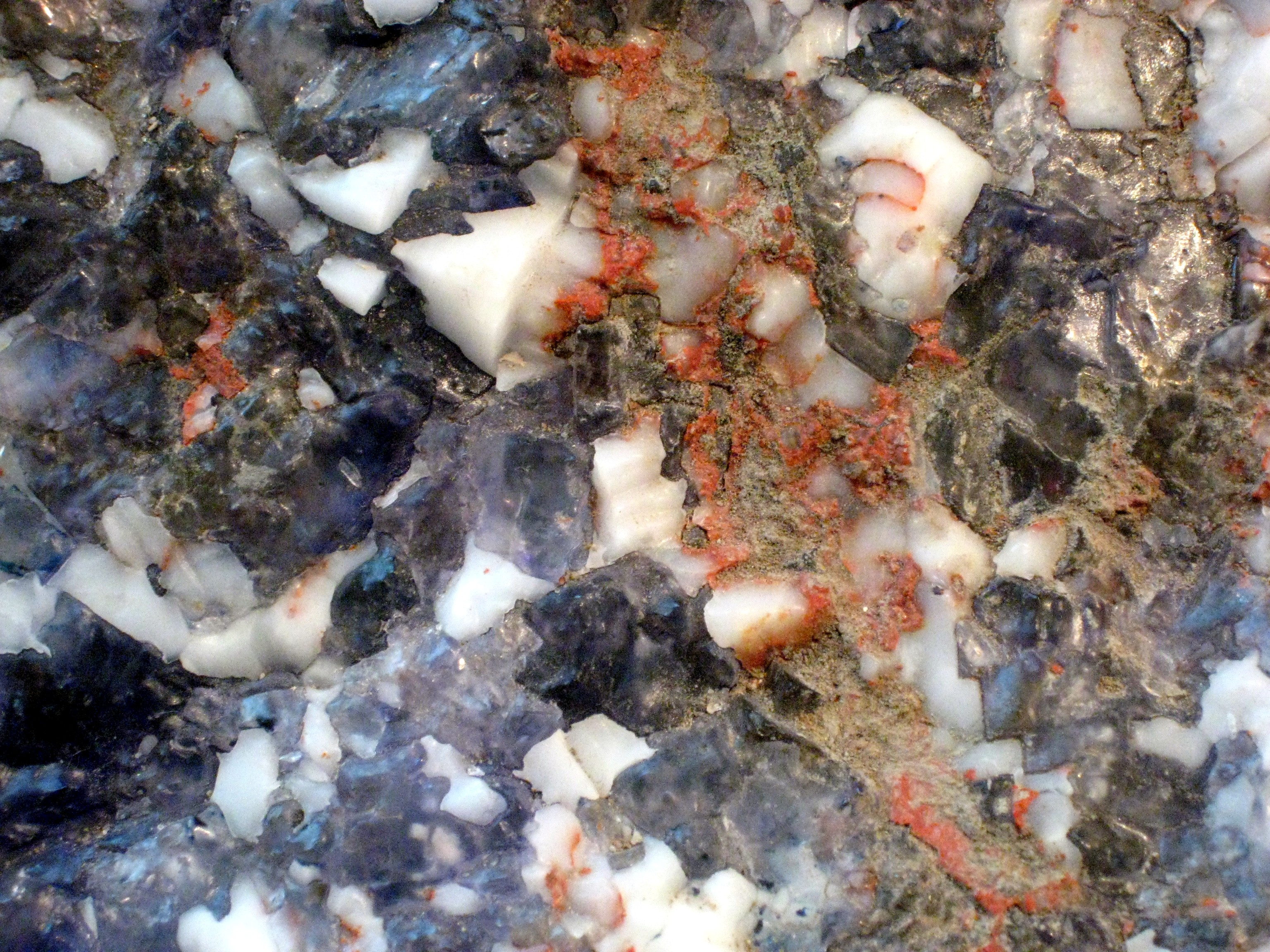
Variétés de cristaux dans la roche sylvinite